# Casete compacto digital
El casete compacto digital, o Digital Compact Cassette en inglés (DCC), fue un formato de cinta magnética de audio, de casete compacto, con base de óxido de cromo, que se utiliza como soporte para la grabación magnética digital y en la reproducción de sonido presentado por las empresas Philips y Matsushita al final de 1992 y comercializado como el sucesor del casete analógico convencional. Fue también competidor del formato MiniDisc de Sony. Otro formato competidor, la cinta de audio digital (DAT) había fracasado en 1992 en venderse en grandes cantidades. DCC compartió un factor de forma similar a los casetes analógicos, y los equipos de DCC podían reproducir cualquier tipo de casete. Esta compatibilidad permitió a los usuarios adoptar la grabación digital sin necesidad de generar sus colecciones obsoletas de cintas existentes.

## Historia
El objetivo de Philips al lanzar el DCC era reemplazar al casete analógico (CC), que esta misma empresa había lanzado al mercado en 1963. Philips ya había lanzado, poco antes (1986), junto con Sony, la llamada Cinta Digital de Audio (DAT). Sin embargo, como más de 80 compañías seguían desarrollando el formato DAT, del que se había creado una escisión entre R-DAT (cabeza rotatoria) y S-DAT (cabeza estacionaria), Philips decidió lanzar por su cuenta un nuevo formato de casete de audio digital para ámbito doméstico.
Philips no logró su objetivo y el DCC fue un formato efímero. Sus inconvenientes pesaron más que sus ventajas y el formato fue un fracaso, siendo retirado del mercado en 1996, es decir 5 años después de su lanzamiento. Philips hizo público el anuncio el 31 de octubre de 1996, cuando también anunció su intención de fabricar discos en formato Minidisc, pagando las correspondientes regalías a Sony Corporation, desarrolladora del formato.
Philips tranquilizó a los usuarios de DCC estableciendo un plazo de 10 años, que concluyó en 2006, en el que mantendría la producción de cintas y el soporte técnico para los equipos que hubiesen sido adquiridos.

## Formato DCC
El casete del formato de DCC comparte características físicas del casete de audio convencional:
- Tamaño cartucho: 100 x 65 x 12 mm
- Longitud de cinta: 60,35m (60 minutos).
- Anchura de la cinta: 3,81 mm

Los DCC eran grabados con una frecuencia de muestreo de 44,1 kHz y una resolución de 16 bits, aunque también se admitían las frecuencias de muestreo de 32 y 48 kHz. En función del teorema de Nyquist, si se utilizaba la frecuencia de muestreo más baja (32 kHz), la respuesta en frecuencia bajaba hasta los 16.000 Hz (16x2=32). La velocidad de transmisión de datos del DCC era de 1,54 Mbps, superior a la del CD que es de 1,4 Mbps.
El DCC, como el formato S-DAT, es un sistema de grabación multipista con cabezal estacionario ya que lo único que se mueve es la cinta. En las cintas de  video y en los R-DAT, las cabezas rotan en un tambor y la cinta también se desplaza. La velocidad de desplazamiento de la cinta es de 4,75 cm/s como los Casetes Compactos analógicos y los dos formatos DAT.
Como el DCC es un formato multipista, puesto que permite 16 pistas de audio (8 por cara), posee varias cabezas de reproducción y grabación que pueden sincronizarse. Las pistas se graban helicoidalmente y es la anchura de las pistas (185 nanómetros), la que determina la distancia entre los cabezales. Las pistas de la cinta S-DAT son más anchas. Consecuentemente, la capacidad de almacenamiento de información de un DCC es mucho menor que la de un DAT. La anchura del paso de pista es de 10 nanómetros. Además de las 16 pistas señaladas, el DCC en cada cara, introduce una pista auxiliar en la cual se graba una señal inaudible de control que permite entre otras cosas:
- Indicar el inicio de la cinta.
- Facilitar la localización de contenidos introduciendo marcas.
- Señalizar el final de la grabación y el propio final de la cinta, lo que permite saber el tiempo de grabación disponible.

El DCC utiliza el algoritmo de compresión de datos PASC (Precision Adaptive Sub-band Coding, Codificación Adaptiva de precisión por Sub-bandas, en castellano) desarrollado por Philips que divide cada una de las 16 pistas de audio en dos subandas, con lo que analiza un total de 32 sub-bandas. El PASC  como el ATRAC de Sony también elimina los sonidos que no puede percibir el ser humano. Sin embargo, el PASC ofrece mejor "calidad" que el ATRAC, pues realiza una compresión de 4:1 similar al nivel MPEG-audio 1, mientras que la compresión ATRAC del MiniDisc era de 5:1, con lo que la calidad resultaba más deficiente.
Aunque el PASC es un sistema de codificación con pérdidas, los sistemas DCC podrían permitir la multigeneración ilimitada, ya que cuando se copia el contenido de una cinta DCC a otra, la señal de PASC es descifrada por el códec PCM, otro algoritmo de compresión sin pérdidas. Teóricamente, el DCC permite la multigeneración ilimitada, pero, en la práctica, esto no se permitió, ya que los fabricantes introdujeron un sistema antipiratería (sistema de gestión de copias) denominado SCMS (Serial Copy Management System). Este sistema intentaba evitar el copiado digital ilimitado de CD y de otros soportes comerciales pregrabados (DAT, MD o cualquier fuente analógica). Entre otras cosas, el SCMC lee los códigos de la fuente original e impide que los equipos de DCC realicen más de una copia de una fuente pregrabada original.

## Ventajas del formato
1. Compatible con el casete compacto. Todos los equipos DCC permiten reproducir, aunque no grabar, el contenido de las cintas de casete analógicas.[3]
2. Mayor calidad que el MiniDisc al ofrecer menor compresión. No obstante, su calidad es inferior a la del CD-Audio, que utiliza el sistema PCM que es un sistema de compresión sin pérdidas.

## Inconvenientes
1. Alto costo de fabricación y comercialización. En diciembre de 1992, los equipos DCC costaban en promedio aproximadamente 600 Euros actuales y cada cinta (que solo podía grabarse) alrededor de 15 Euros actuales. En los últimos tiempos, los equipos DCC resultaban más asequibles. Se simplificaron los componentes mecánicos, incluyendo el sistema Turbodrive de búsqueda rápida de pistas, que mejoraría el rendimiento de los DCC. El precio se había reducido hasta 240 euros actuales, pero ya era tarde para estimular las ventas de forma rentable.
2. Solo se permitía una copia digital de 1.ª generación (en 44,1 kHz) una vez para evitar las copias ilegales. Las cintas vírgenes permitían múltiples regrabaciones, pero la superposición de información digital (sobre todo en grabaciones realizadas entre diferentes reproductores), podría provocar colapso en la pista de datos, hecho que producía errores de lectura de contador y corte de pistas. Al consumidor no le resultaban rentables ya que eran muy caras.
3. Mayor aceptación del formato DAT a nivel profesional, el Minidisc (básicamente en Japón y Estados Unidos) y el CDR a nivel doméstico (aunque fue rápidamente suplantado por la grabación en PCs), lo que impidió que el DCC obtuviera un nivel de ventas que le permitiera sostenerse y fuera atractivo a las productoras discográficas.
4. Acceso secuencial de las pistas musicales frente al acceso aleatorio que permiten el CD-Audio, el DVD-Audio y el Minidisc. Pese a que los sistemas DCC disponían de programación automatizada para la edición, ésta era muy simple y manual, y podrían producirse errores durante el proceso de grabación. Los últimos modelos permitían la inserción de títulos, pero solo era reproducible en estos modelos, los más antiguos solo reproducían títulos de estudio.
5. Desgaste del soporte frente a los formatos digitales ópticos, exceptuando el cabezal magnético de registro del Minidisc. Los DCC, pese a que venían protegidos tenían los mismos problemas de mantenimiento que las cintas convencionales, ya que campos magnéticos, focos térmicos y la humedad podrían dañarlas. Las cintas DAT tienen el mismo problema, aunque la calidad y diseño de fabricación hace que estén más protegidas.
6. Los grabadores de DCC solo podían reproducir casetes analógicos. Esto hizo al DCC poco práctico al quitarle al usuario la libertad de elegir en qué formato grabar, analógico o digital, y precipitó la decadencia del mismo. Pese a ser un criterio comercial erróneo que también siguieron los socios de Philips (Marantz, Grundig y Panasonic), también alargó la vida útil del cabezal de los reproductores, cuyo desgaste daba evidencias de precisar mayor mantenimiento si su uso era como reproductor de cintas analógicas.
7. El cabezal estático y autoreverse producía errores de grabación por suciedad y desajustes en la calidad de los componentes. La grabación requiere de una mayor precisión de contacto y calibrado con la cinta magnética, y si éste está sucio o desajustado, el resultado es negativo, con cortes en la reproducción por pérdida de datos. La lectura digital no resultaba tan problemática, incluso en diferentes reproductores. El uso dual (analógico y digital) de cintas, provocaba un mayor desgaste del cabezal provocado por la mala calidad de las cintas de óxido de hierro y de las cintas de partículas de metal (desaconsejadas en la mayoría de los cabezales DCC de primera generación), por lo que solo las cintas de dióxido de cromo, podían ser reproducidas sin que éstas dañaran los cabezales. En los últimos reproductores que fabricara Philips (series 951 y 730), se mejoraría considerablemente la compatibilidad y los problemas mecánicos en cabezal y componentes SMD, a la par que la reproducción analógica era de mejor calidad sonora. El cabezal estará sujeto a una duración aproximada de unas 1000 horas como su homólogo DAT.
8. La duración del cabezal y los capacitores de montaje superficial de las placas de los equipos, fue el principal problema de obsolescencia de estos reproductores-grabadores, cuyos recambios ya eran escasos en su momento y, en la actualidad, inexistentes. Tales capacitores tienden a hincharse y liberar su contenido ácido que corroe y cruza las pistas, dejando inutilizadas las placas. El cabezal dañado es irreparable y ha provocado, tras dos décadas de existencia en el mercado doméstico, grandes movimientos de reventa de artículos defectuosos por este motivo, que solo favorece a quienes precisan recambios menos obsolescentes.

## Comparación de formatos de casete digital
|     | Empresa        | Año  | Códec      | Resolución                              | Frecuencia de muestreo | Respuesta en frecuencia         | Rango dinámico | Bit rate | N.º máximo de pistas | Tiempo máximo de grabación                 |
| DAT | Sony y Philips | 1986 | PCM (1:1)  | 16 bits o 12 bits (no lineal)           | 32 (LP), 44,1 o 48 kHz | 20Hz a 22 kHz                   | 90 dB          |          | 20 (S-DAT),          | 90' (S-DAT), 120' (R-DAT), 240' (LP)       |
| DCC | Philips        | 1992 | PASC (4:1) | 16 bits y 18 bits, en última generación | 32, 44,1 o 48 kHz      | 20 Hz a 16 kHz o 20 Hz a 22 kHz | 90 dB          | 1,54 Mbs | 18 (16 audio)        | 90 minutos (120' no llegaron a fabricarse) |